# Дубровник ерлајн
Дубровник ерлајн (хрв. Dubrovnik Airline) је хрватска чартер авио-компанија са седиштем у Дубровнику. Компанија лети туристичке чартер летове из Европе до дестинација у Хрватској. Седиште авио-комапније је Аеродром Дубровник у Чилипима.

## Историја
Основана је 15. децембра 2004. године. Власник авио-комапније је Атлантска Пловидба. Компанија је први пут летела у 2005. години. Авио-компанија је у марту 2007. године имала 170 радника.
Планови компаније су опслуживање путника на редовним летовима, а први летови ће бити регионални. Најављено је да ће прва редовна линија бити Дубровник-Загреб. Планиране дестинације су Лисабон, Париз, Дубаи, Даблин, Исланд и остале.

## Флота
| Тип                   | Укупно | Седишта | Регистрације                                          |
| --------------------- | ------ | ------- | ----------------------------------------------------- |
| Макдонел Даглас МД-82 | 3      |         | 9A-CDC (Минчета), 9A-CDD (Бокар), 9A-CDE (Свети Иван) |
| Макдонел Даглас МД-83 | 2      |         | 9A-CDA (Ревелин), 9A-CDB (Ловрјенац)                  |